# Oswald Bergener
Oswald Bergener (* 5. Dezember 1862 in Straßberg; † 16. September 1945 in Wernigerode) war ein deutscher Schriftsteller.

## Leben
Bergener, der Sohn des aus Zellerfeld stammenden Obersteigers Christian Friedrich Bergener, war 1897 als Redakteur der Badischen Landeszeitung tätig, bevor er am 1. April 1898 Redakteur, später Chefredakteur des Forster Tageblatt in Forst (Lausitz) wurde. Gleichzeitig war er als freischaffender Schriftsteller tätig. 1936 trat er in den Ruhestand und zog in die Villa Hornstraße 4 in Wernigerode.

## Werke
- Die Mondscheinsonate, 2. Aufl. 1925
- Die Heidemühle
- Auf fernen Wolkensäumen wohnt das Glück
- Brockenfeuer
- Mondlicht auf der Heinrichsburg, in: Harz und Kyffhäuser, Leipzig o. J.